# 斯奈德 (科羅拉多州)
斯奈德（英語：Snyder）是位於美國科羅拉多州摩根縣的一個人口普查指定地區。

## 地理
斯奈德的座標為40°19′43″N 104°35′47″W / 40.32861°N 104.59639°W，而該地最高點為海拔高度1281米（即4203英尺）。

## 人口
根據2010年美國人口普查的數據，斯奈德的面積為0.91平方千米，均為陸地。當地共有人口134人，而人口密度為每平方千米147人。